# Flor Peeters (activist)
Flor Peeters (Antwerpen, 5 december 1855 - Berchem, 28 april 1932) was een Vlaams activist en lid van de Raad van Vlaanderen.

## Levensloop
Van jongs af behoorde hij tot de Vlaamsgezinde vleugel van de Meetingpartij. Ook in de Nederduitsche Bond, waar hij penningmeester was, behoorde hij tot de radicale groep. In 1913 nam hij het woord op het congres van het Algemeen Nederlands Verbond om er de bestuurlijke scheiding te verdedigen.
In 1917 werd hij lid van de Raad van Vlaanderen. Onvermijdelijk nam hij in november 1918 de vlucht naar Breda in Nederland en werd in België veroordeeld.
Hij voorzag in zijn levensbehoeften door het geven van privélessen Frans. Zeer vereenzaamd, maakte hij in 1929 onmiddellijk gebruik van de 'Uitdovingswet' om naar België terug te keren. Hij had al die tijd zorg gedragen voor het archief van de Meetingpartij dat, dankzij hem, nu bij het Antwerpse Letterenhuis berust.